# 미국물푸레나무
미국물푸레(Fraxinus americana)는 북아메리카 원산으로 한국 각처의 산지에 나는 낙엽관목이다. 높이는 40m 정도이고, 잎은 어긋나며, 깃꼴겹잎, 작은잎은 5-9장, 난형, 난상 피침형, 끝이 뾰족하다. 길이 6-15cm, 대개 가장자리는 밋밋하고, 표면은 짙은 녹색, 뒷면은 회청색이다. 꽃은 암수딴그루, 잎보다 먼저 피고, 자주색으로 가지 끝에 원추꽃차례로 달린다. 수꽃은 수술 3개, 자주색이나 노란색으로 변한다. 열매는 시과이며 길이 3-5cm, 좁고 긴 타원형으로 처지지 않고, 끝이 둔하다.